# Melipotis cunearis
Melipotis cunearis là một loài bướm đêm trong họ Erebidae.